# Bahamas i olympiska sommarspelen 1996
Bahamas deltog i de olympiska sommarspelen 1996 med en trupp bestående av 26 deltagare, och det blev ett silver.

## Friidrott
Herrarnas 4 x 400 meter stafett
- Carl Oliver, Troy McIntosh, Dennis Darling och Timothy Munnings
  - Heat — 3:04.09
  - Semifinal — 3:02.17
  - Final — 3:02.71 (→ 7:e plats)

Herrarnas längdhopp
- Craig Hepburn
  - Kval — NM (→ gick inte vidare)

Damernas längdhopp
- Jackie Edwards
  - Kval — 6.55m (→ gick inte vidare)

Damernas spjutkastning
- Laverne Eve
  - Kval — 58.48m (→ gick inte vidare)

## Tennis
| Spelare                  | Gren       | Omgång 1                                  | Omgång 2                                        | Åttondelsfinaler  | Kvartsfinaler     | Semifinaler       | Final / BM        | Final / BM       |
| Spelare                  | Gren       | Motståndare Poäng                         | Motståndare Poäng                               | Motståndare Poäng | Motståndare Poäng | Motståndare Poäng | Motståndare Poäng | Placering        |
| ------------------------ | ---------- | ----------------------------------------- | ----------------------------------------------- | ----------------- | ----------------- | ----------------- | ----------------- | ---------------- |
| Mark Knowles             | Herrsingel | Carlsen (DEN) L 5-7, 3-6                  | Gick inte vidare                                | Gick inte vidare  | Gick inte vidare  | Gick inte vidare  | Gick inte vidare  |                  |
| Mark Knowles Roger Smith | Herrdubbel | Couto / Mota (POR) W 7-6 (8-6), 7-6 (7-4) | S Hiršzon / G Ivanišević (CRO) L 6-7 (4-7), 3-6 | Gick inte vidare  | Gick inte vidare  | Gick inte vidare  | Gick inte vidare  | Gick inte vidare |